# Wir mal vier
Wir mal vier war eine von SRF produzierte Quizsendung, welche seit dem 26. September 2016 jeden Montag um 20.05 Uhr auf SRF 1 ausgestrahlt wurde und am 22. Januar 2018 das letzte Mal gelaufen ist. Sie wurde von dem Moderator Sven Epiney moderiert.
Im Spiel Wir mal vier traten Familien an, die Fragen beantworten mussten. Die Familie durfte maximal vier Spieler haben. Gespielt wurde um die Wünsche der Spieler und nicht, wie in anderen Quizsendungen, um Geldbeträge. Zum Beispiel konnte sich die Familie eine Spielkonsole wünschen. Je nach Wert des Gegenstandes wurde diese der Schwierigkeit der Fragen angepasst.
Insgesamt gab es fünf Stufen, also fünf Wünsche, mit jeweils vier Fragen, die mit Multiple Choice beantwortet werden konnten.